# مارك دانر
مارك دانر (بالإنجليزية: Mark Danner)‏ هو أستاذ جامعي وصحفي ومؤلف ومراسل عسكري وكاتب أمريكي، ولد في 10 نوفمبر 1958 في أوتيكا في الولايات المتحدة.

## وصلات خارجية
- الموقع الرسمي